# 행정행위의 부관
|                        |
| 행정행위               |
| 행정행위의 분류        |
| 법률행위적 행정행위    |
| 하명 · 허가            |
| 면제 · 특허            |
| 대리 · 인가            |
| 준법률행위적 행정행위  |
| 확인행위 · 공증행위    |
| 통지행위 · 수리행위    |
| 성립요건               |
| 주체 · 내용            |
| 절차 · 형식            |
| 행정행위의 부관의 종류 |
| 조건 · 기한            |
| 부담 · 취소권 유보     |
| 법률효과의 일부배제    |

행정행위의 부관(行政行爲의 附款) 또는 행정처분의 부관(行政處分의 附款)이란 행정행위의 효과를 제한하기 위하여 주된 의사표시에 부가된 종된 의사표시를 말한다. 이는 학문상 개념이며 실정법에서는 오히려 '조건'으로 표시하고 있다. 부관은 형식적인 측면에서 행위의 존재 여부와 효력 여부에 의존하며, 내용적으로는 주된 행정행위와의 실질적 관련성이 있어야 한다. 이를 부관의 부종성이라고 한다. 부관의 종류로는 조건, 기한, 부담, 철회권 유보, 법률효과의 일부배제 등이 있다.

##### 예
A구청장이 신청인 乙에 부과한 주민동의서의 제출이라는 조건은 신청인의 액화석유가스판매사업허가신청에 대한 주된 행위인 허가발급과 동시에 이루어진 종된 행위로서 행정법상 부관이다.

## 종류

### 조건
조건(條件)은 행정행위의 효력의 발생이나 소멸을 장래의 불확실한 사실에 의존시키는 부관을 뜻한다. 조건이 성취되어야 행정행위가 효력을 발생하는 조건을 정지조건(停止條件)이라 하고, 조건이 성취되면 행정행위의 효력이 상실되는 조건을 해제조건(解除條件)이라 한다.

### 기한
기한(期限)이란 행정행위의 효력의 발생이나 소멸을 장래의 발생이 확실한 사실에 의존시키는 부관을 말한다. 기한이 도래하여 행정행위의 효력이 발생하는 기한을 시기(始期)라 하고, 기한이 도래하면 행정행위의 효력이 상실되는 기한을 종기(終期)라 한다. 기한 중 도래시점이 확정된 기한을 확정기한(確定期限)이라 하고, 도래시점이 확정되지 않은 기한을 불확정기한(不確定期限)이라 한다.

### 부담
부담(負擔, Auflage)이란 행정행위의 주된 내용에 부가하여 그 행정행위의 상대방에게 작위, 부작위, 급부, 수인 등의 의무를 부과하는 부관이다. 부담은 다른 부관과는 달리 그 자체가 행정행위이다. 그렇기 때문에 부담은 독립적으로 항고소송의 대상이 될 수 있다. 그러나, 부담은 주된 행정행위에 부가된 부관이므로 부담의 효력은 주된 행정행위의 효력에 의존한다. 수익적 행정처분에 있어서는 법령에 특별한 근거규정이 없다고 하더라도 그 부관으로서 부담을 붙일 수 있고, 그와 같은 부담은 행정청이 행정처분을 하면서 일방적으로 부가할 수도 있지만 부담을 부가하기 이전에 상대방과 협의하여 부담의 내용을 협약의 형식으로 미리 정한 다음 행정처분을 하면서 이를 부가할 수도 있다

### 철회권의 유보
장래에 일정한 사유가 발생하는 경우에는 행정행위를 철회하여 그의 효력을 소멸시킬 수 있는 권한을 유보해 놓은 부관을 말한다.

### 법률효과의 일부배제
부관 가운데는 주된 행정행위에서 (법률등으로 정해져) 원래 발생하는 법적효과 두고, 행정청이 법적효과의 그 일부를 배재하는 규정을 붙이는 경우를 말하는 것이다. 이를 두고 부관으로 인정할지 논쟁이 있는데 대한민국 법원에서는 법률효과의 일부배제를 부관의 일종으로 보고 있다.(90누8503) 이때 (법률)효과의 일부배재하는 부관은 법류에 특별한 근거가 있는 경우에만 가능하다.
예시로는 버스노선의 지정, 야간만의 도로점용허가 등이 있다.

### 사후부담의 유보
행정 행위를 발하면서 사후에 부담을 부가할 수 있는 권한을 유보하는 부관을 말한다.

### 수정부담
상대방이 신청한 것과 다르게 행정행위의 내용을 정하는 부관이다.

## 순기능과 역기능
순기능
- 행정의 탄력성을 보장한다.
- 행정의 형평성 보장에 기여할 수 있다.
- 국민이 행정에 대해 예측할 수 있게 해준다.

역기능
- 행정목적과 무관한 의무를 부과할 수 있다.
- 국민의 법적 지위가 불안정해질 수 있다.

### 무효인 부관이 붙은 행정행위의 효력
원칙적으로는 부관만이 무효가 될 뿐 본체인 행정행위의 효력에는 아무런 영향도 미치지 않지만, 무효인 부관이 본체인 행정행위의 중요한 요소를 이루는 경우에는 본체인 행정행위도 무효가 된다.

### 부관의 가능성
하천부지의 점용허가에 부관을 붙일 수 있으며, 또한 부관을 붙일 수 있는지 여부는 당해 행정청의 재량사항이다

### 부관의 사후부가의 문제
사정변경으로 인하여 당초에 부가한 부담의 목적을 달성할 수 없게 된 경우에는 목적 달성에 필요한 범위 내에서 그 부담을 사후 변경할 수 있다

### 부담의 하자와 이행행위인 사법상 법률행위의 효력
행정처분에 붙인 부담인 부관이 무효인 경우 그 처분을 받은 사람이 부담의 이행으로 사법상 매매 등의 법률행위를 한 때에는 그 부담은 특별한 사정이 없는 한 법률행위를 하게 된 동기로 작용하였을 뿐이므로 이는 법률행위의 취소사유가 될 수 있음은 별론으로 하고 그 법률행위 자체를 당연히 무효화하는 것은 아니다.

### 근거법령의 개정 후 효력
부담이 처분 당시 법령을 기준으로 적법하다면 처분 후 부담의 전제가 된 주된 행정처분의 근거 법령이 개정됨으로써 행정청이 더 이상 부관을 붙일 수 없게 되었다 하더라도 곧바로 위법하게 되거나 그 효력이 소멸되는 것은 아니다.

### 부제소특약 부관 무효
- 지방자치단체장이 도매시장법인의 대표이사에 대하여 위 지방자치단체장이 개설한 농수산물도매시장의 도매시장법인으로 다시 지정함에 있어서 그 지정조건으로 '지정기간 중이라도 개설자가 농수산물 유통정책의 방침에 따라 도매시장법인 이전 및 지정취소 또는 폐쇄 지시에도 일체 소송이나 손실보상을 청구할 수 없다.'라는 부관을 붙였으나, 그 중 부제소특약에 관한 부분은 당사자가 임의로 처분할 수 없는 공법상의 권리관계를 대상으로 하여 사인의 국가에 대한 공권인 소권을 당사자의 합의로 포기하는 것으로서 허용될 수 없다[8]

### 부담의 이행으로 한 사법상 매매의 유효성
- 행정처분에 붙은 부담인 부관이 제소기간의 도과로 확정되어 이미 불가쟁력이 생겼다면 그 하자가 중대하고 명백하여 당연 무효로 보아야 할 경우 외에는 누구나 그 효력을 부인할 수 없을 것이지만, 부담의 이행으로서 하게 된 사법상 매매 등의 법률행위는 부담을 붙인 행정처분과는 어디까지나 별개의 법률행위이므로 그 부담의 불가쟁력의 문제와는 별도로 법률행위가 사회질서 위반이나 강행규정에 위반되는지 여부 등을 따져보아 그 법률행위의 유효 여부를 판단하여야 한다[9]

## 참고 문헌
- 박균성, 《행정법강의》 (제7판), 박영사 ISBN 978-89-6454-505-8